# Chakravartin

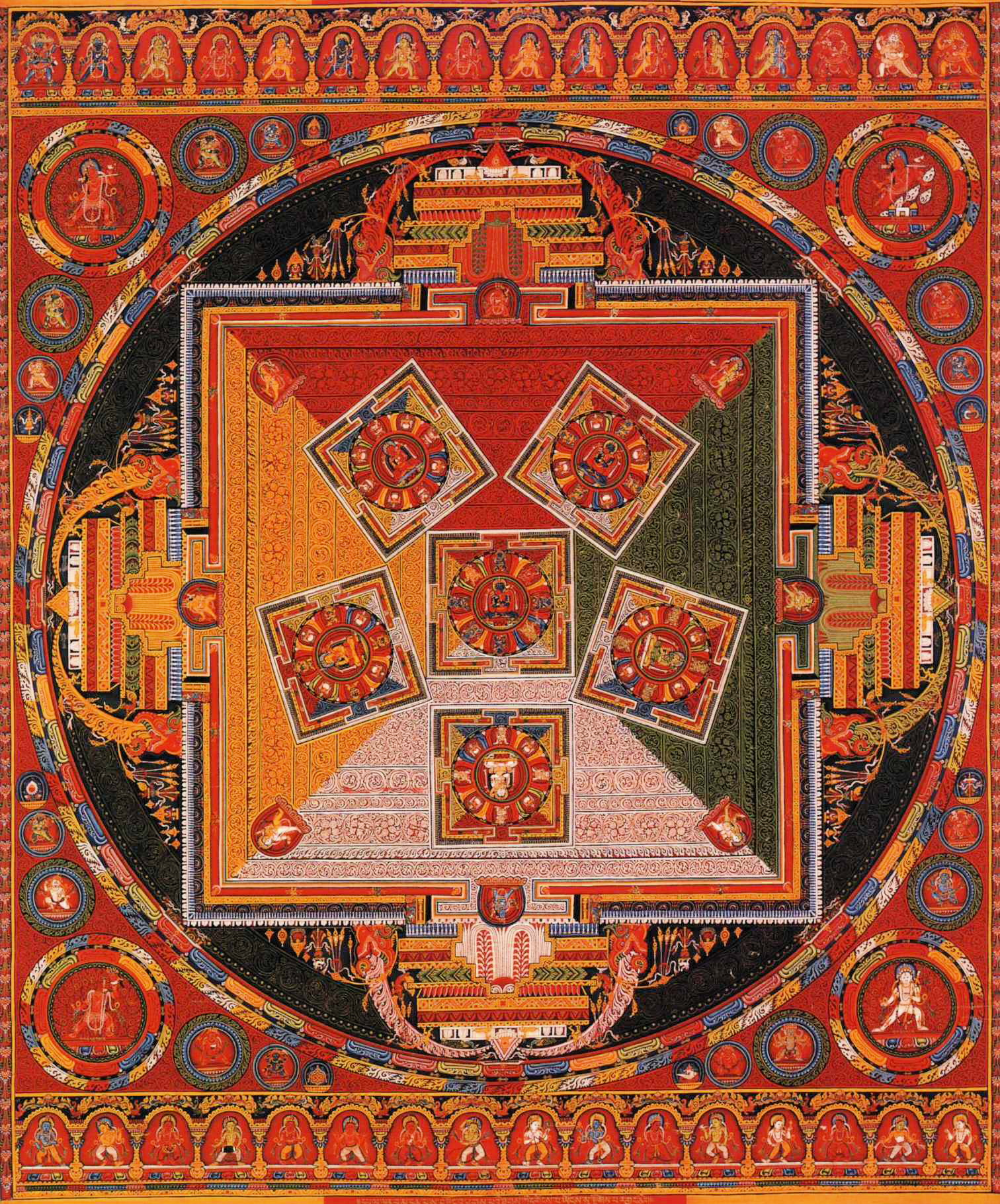
Mandala tibétain des six Chakravartins

Chakravartin / Chakraborty (sanskrit: चक्रवर्ति (cakravarti) ; Pali: cakkavatti ; tibétain : འཁོར་ལོས་སྒྱུར་བའི་རྒྱལ་པོ་, Wylie : khor los bsgyur ba'i rgyal po, « Khorlo Gyurwe  Gyalpo »), terme qui signifie en sanskrit « celui qui tourne la roue », et dans sa traduction en tibétain « monarque qui gouverne au moyen d'une roue », est un mot de l'ancienne littérature védique et bouddhique indienne utilisé pour désigner le monarque universel, régissant l'ensemble du monde par sa sagesse et sa vertu.
Dans le bouddhisme, le chakravartin est considéré comme le pendant séculier de Bouddha; cependant dans son sens premier un chakravartin est un roi qui dirige l'univers selon les lois du dharma. Dans le jaïnisme, il représente plus spécifiquement un puissant souverain dont la domination s'étend sur la Terre entière. De manière plus générale, le Chakravartin fait référence à un pouvoir, une souveraineté à la fois temporelle et spirituelle.
Le concept de monarque universel et la fondation d'une société éveillée est développé dans les enseignements de Chögyam Trungpa sur le bouddhisme et la lignée Shambhala. La vision Shambhala du monarque universel renvoie à la notion de dignité humaine, un fondement des droits de l'homme. Dans la conception bouddhiste de la non existence autonome de l'ego, le monarque universel s'ouvre de façon authentique et complète aux autres et à lui-même. Le pouvoir du monarque universel que nous sommes tous potentiellement, réside dans la douceur qu'il manifeste dans son partage avec autrui.